# Prionopelta majuscula
Prionopelta majuscula é uma espécie de formiga do gênero Prionopelta.